# Борискин, Юрий Валентинович
Юрий Валентинович Борискин (укр. Юрій Валентинович Борискін; 21 февраля 1960 — 9 ноября 2021) — генерал-лейтенант Вооружённых сил Украины.

## Биография
Родился 21 февраля 1960 года в селе Телятники Сараевского района Рязанской области. Отец — Валентин Данилович Борискин (1942—2013), генерал-лейтенант ВС СССР и ВС Украины, начальник Национальной академии обороны Украины, последний командующий войсками Краснознамённого Киевского военного округа. Брат — Александр, служил в войсках МЧС Украины в звании подполковника.
Окончил Минское суворовское военное училище в 1977 году и Омское высшее общевойсковое дважды Краснознамённое училище в 1981 году (2-й батальон, 4-я рота, 2-й взвод), получив звание лейтенанта в 1981 году. С сентября 1981 по май 1986 года служил в Южной группе войск: командир мотострелкового взвода с сентября 1981 по май 1983, разведывательного взвода с мая 1983 по ноябрь 1984, разведывательной роты с ноября 1984 по май 1986 годов. С июня 1986 по сентябрь 1988 года служил в Забайкальском военном округе: командир разведывательно-десантной роты с июня 1986 по июль 1987, начальник штаба (заместитель командира) отдельного разведывательно-десантного батальона с июля 1987 по сентябрь 1988 годов.
Окончил в 1991 году Военную академию имени М. В. Фрунзе, с июня 1991 по декабрь 1991 года — командир учебного мотострелкового батальона Прикарпатского военного округа. После принесения присяги Украине продолжил службу в Прикарпатском ВО: с декабря 1991 по март 1992 года — командир учебного разведывательного батальона, с марта 1992 по май 1994 года — начальник штаба (заместитель командира) учебного мотострелкового полка, с мая 1994 по декабрь 1995 — командир учебного мотострелкового полка, с декабря 1995 по октябрь 1998 — заместитель командира механизированной дивизии.
С октября 1998 года служил в Западном оперативном командовании, командовал 66-й Черновицкой механизированной дивизией до ноября 2000 года. С ноября 2000 по февраль 2001 — командир 22-й механизированной бригады, с февраля 2001 по апрель 2002 — командир 24-й отдельной «железной» механизированной дивизии. С апреля 2002 по июнь 2003 — заместитель командующего 13-го армейского корпуса. В 2004 году окончил Национальную академию обороны Украины, с июня по ноябрь того же года — заместитель командующего войсками оперативного командования по боевой подготовке, начальник управления боевой подготовки Южного направления.
С ноября 2004 по декабрь 2005 года — командующий 6-м армейским корпусом. С декабря 2005 по май 2006 года — начальник кафедры стратегии факультета подготовки специалистов оперативно-стратегического уровня в Национальной академии обороны Украины. С мая 2006 года по 2009 год — первый заместитель командующего войсками Западного оперативного командования (ныне ОК «Запад»). В 2009 году назначен заместителем командующего войсками того же командования.
По состоянию на 15 ноября 2013 года проживал во Львове.
Был женат, воспитал сына и дочь.
Скончался 9 ноября 2021 года в госпитале от COVID-19: об этом сообщил Черновицкий областной военкомат.

## Награды
- Медаль «За военную службу Украине»[6][3]
- Медаль Жукова[8]
- Медаль «За укрепление боевого содружества» (Минобороны России)[8]
- Медаль «70 лет Вооружённых Сил СССР»[8]
- Почётный нагрудный знак начальника Генерального штаба — Главнокомандующего ВС Украины «За достижения в военной службе»[3]
- Нагрудный знак «Сухопутные войска Вооружённых Сил Украины»[6][3]